# Masters of Rock
Compilations de Pink Floyd
Relics
(1971)
Masters of Rock est une compilation de Pink Floyd sortie en mars 1974.  La première édition, qui s'appelait The Best of Pink Floyd, est sortie en 1970. Il s'agit d'une compilation sortie uniquement en Europe. L'album contient les premiers singles du groupe. Les chansons sont pour la plupart écrites par Syd Barrett (à l'exception de It Would Be So Nice et Paintbox par Rick Wright, ainsi que Julia Dream de Roger Waters).

## Liste des titres
| 1.  | Chapter 24              | Barrett | The Piper at the Gates of Dawn       | 3:36 |
| 2.  | Matilda Mother          | Barrett | The Piper at the Gates of Dawn       | 3:03 |
| 3.  | Arnold Layne            | Barrett | Arnold Layne (single)                | 2:51 |
| 4.  | Candy and a Currant Bun | Barrett | Arnold Layne (single, face B)        | 2:38 |
| 5.  | The Scarecrow           | Barrett | The Piper at the Gates of Dawn       | 2:07 |
| 6.  | Apples and Oranges      | Barrett | Apples and Oranges (single)          | 3:01 |
| 7.  | It Would Be So Nice     | Wright  | It Would Be So Nice (single)         | 3:39 |
| 8.  | Paintbox                | Wright  | Apples and Oranges (single, face B)  | 3:27 |
| 9.  | Julia Dream             | Waters  | It Would Be So Nice (single, face B) | 2:28 |
| 10. | See Emily Play          | Barrett | See Emily Play (single)              | 2:50 |